# دي موريسي
دي موريسي (بالإنجليزية: Di Morrissey)‏ (18 مارس 1948)؛ كاتِبة مُتخصِّصة في أدب الأطفال وروائية أسترالية.

## روابط خارجية
- دي موريسي على موقع IMDb (الإنجليزية)